# Estación Paulista
La Estación Paulista es una estación de la Línea 4-Amarilla del de metro de la ciudad brasileña de São Paulo. Tiene integración con la Estación Consolação, de la Línea 2-Verde. El pronóstico para la operación comercial era para marzo de 2010, pero acabó retrasada para el día  25 de mayo, fecha que marcó el início de operaciones en la línea, entre las estaciones Paulista y Faria Lima. El retraso fue causado por las pruebas de los trenes. Con el comienzo de la cobranza de tarifa el 21 de junio del 2010 se inició la integración con la Estación Consolação a través de cintas transportadoras.

## Características

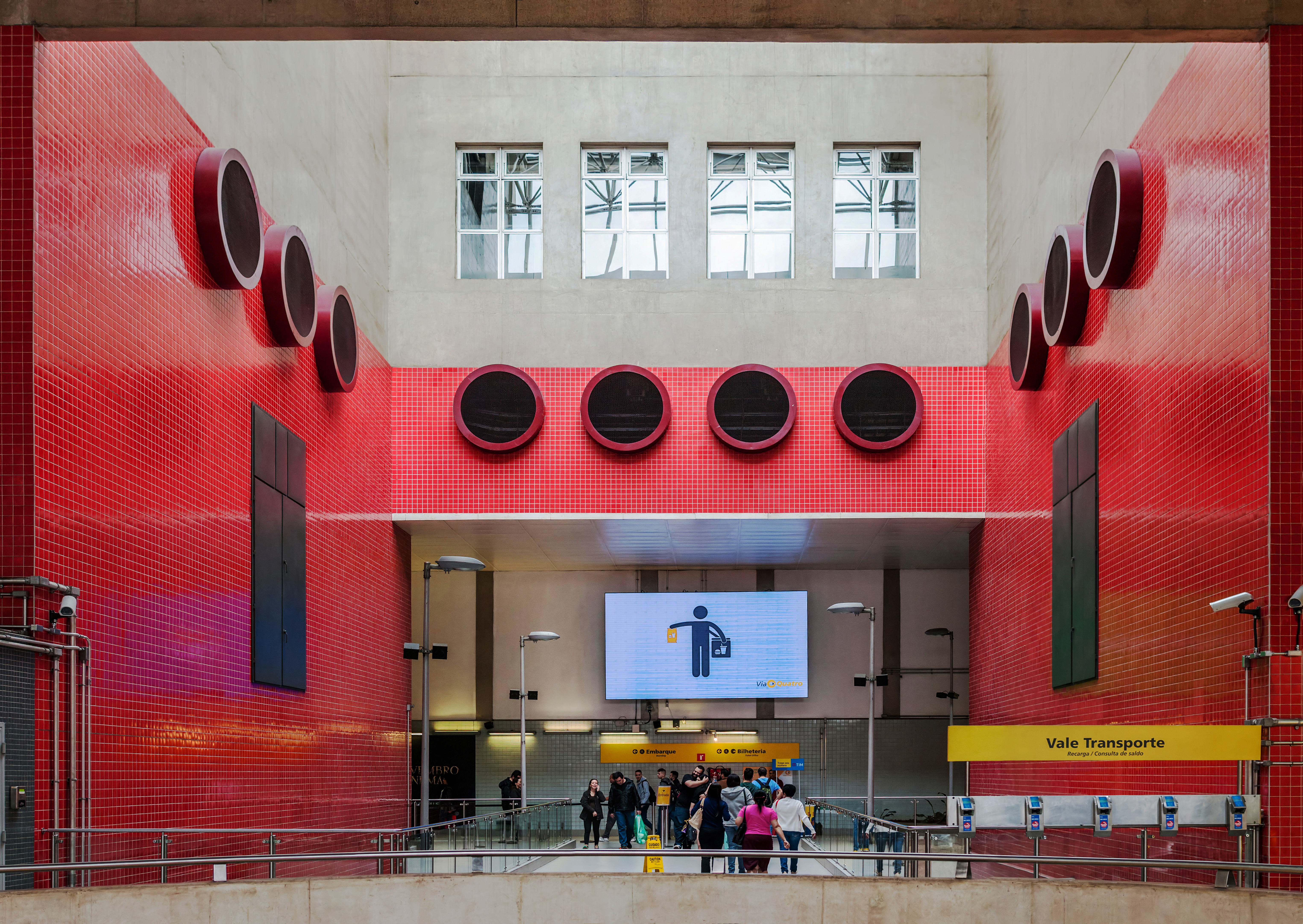
Interior de la estación.

Estación subterránea con plataformas laterales y salas de apoyo sobre el nivel de la superficie, con estructuras en concreto aparente y pasarela de distribución en estructura metálica, fijada con tirantes sobre la plataforma. Posee acceso para discapacitados físicos e integración con la Estación Consolação, de la Línea 2-Verde. Su capacidad es de 150 mil pasajeros por hora (dado en referencia al conjunto de las estaciones Consolação y Paulista). La dirección de la estación es Rua da Consolação, 2367.
La conexión de trescientos metros entre las estaciones Paulista y Consolação cuenta con cintas transportadoras, las primeras en un sistema de metro en América Latina. Son seis cintas de 45 metros de largo y 1,1 metros de ancho cada una, dispuestas de dos en dos, fabricadas por ThyssenKrupp, con ahorro de energía cuando no hay peatones sobre ellas y sin energía en el sistema de tracción, lo que hace necesario lubricación adicional. La capacidad de todas las cintas en conjunto es de 20 mil pasajeros por hora.
La estación cuenta con diez agentes de atención y mantenimiento del consorcio ViaQuatro y diez de atención y seguridad, y en la fase inicial cuenta con ambuláncias de emergencias.

## Construcción
El pronóstico inicial de finalización de las obras de las estaciones de la primera fase, que incluía a la estación Paulista, era para 2008. La estación Paulista se encuentra cuatro metros por debajo del nivel del túnel de la Línea 2 - Verde. La excavación del pasaje entre las dos estaciones del complejo, treinta metros por debajo de la Avenida Paulista, causaba calor a los obreros.

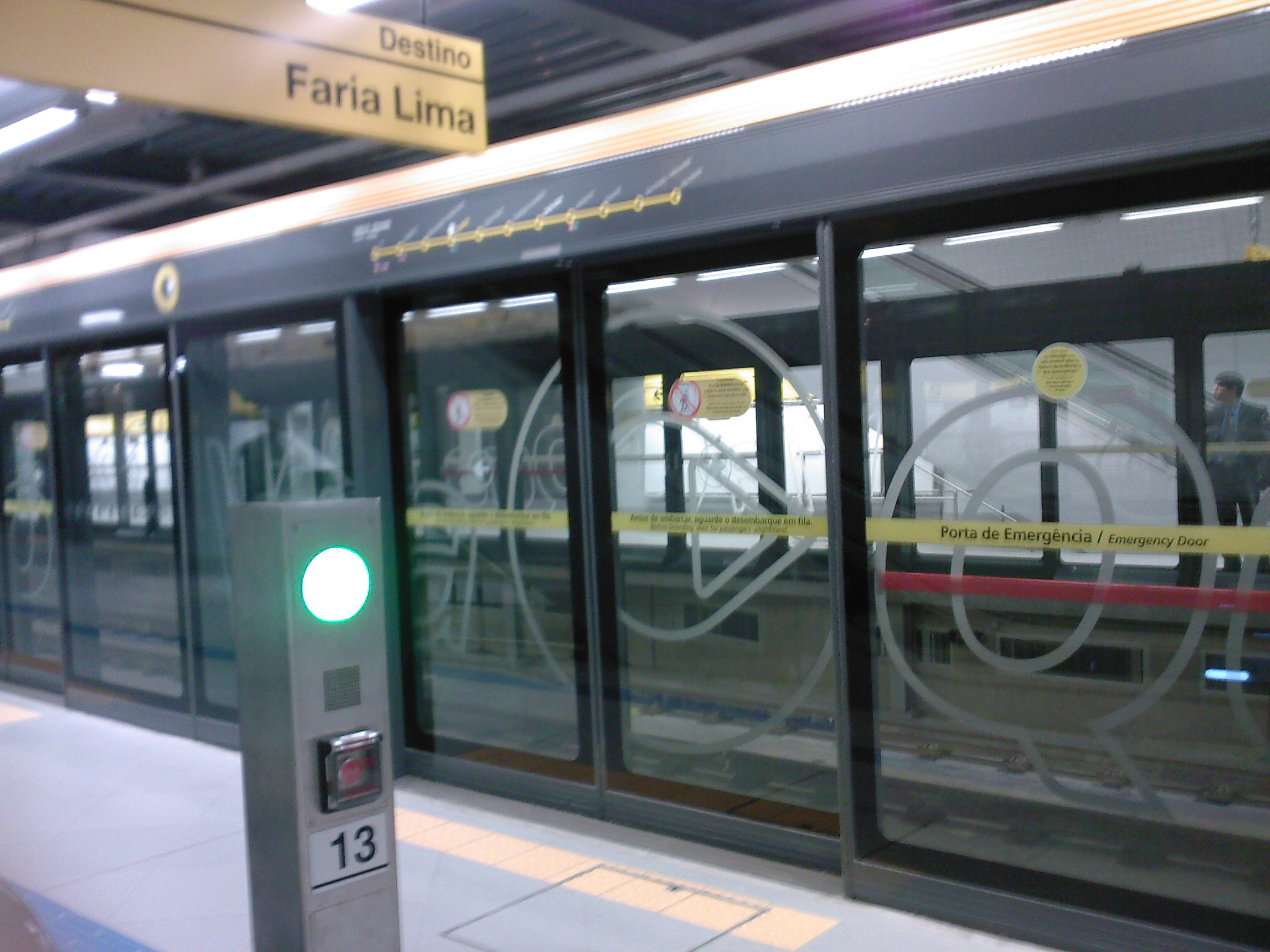
Puertas de plataforma en la estación

## Alrededores
- HSBC Bellas Artes[10]
- Espacio Cultural de Caixa Econômica Federal
- Instituto Cervantes
- Librería Cultura de São Paulo[11]
- Parque Teniente Siqueira Campos - Parque Trianon
- Parroquia del Divino Espíritu Santo[12]
- Congregación Israelita Paulista
- Shopping Center 3

## Tabla
| Sigla | Estación | Inauguración       | Capacidad                   | Integración                               | Plataformas | Posición    | Comentarios                                                                       |
| ----- | -------- | ------------------ | --------------------------- | ----------------------------------------- | ----------- | ----------- | --------------------------------------------------------------------------------- |
| PTA   | Paulista | 25 de mayo de 2010 | 150 mil pasajeros hora/pico | Línea 2-Verde (Desde 21 de junio de 2010) | Laterales   | Subterránea | Estación con estructura de concreto aparente. Acceso a Consolação, de la Línea 2. |

## Galería

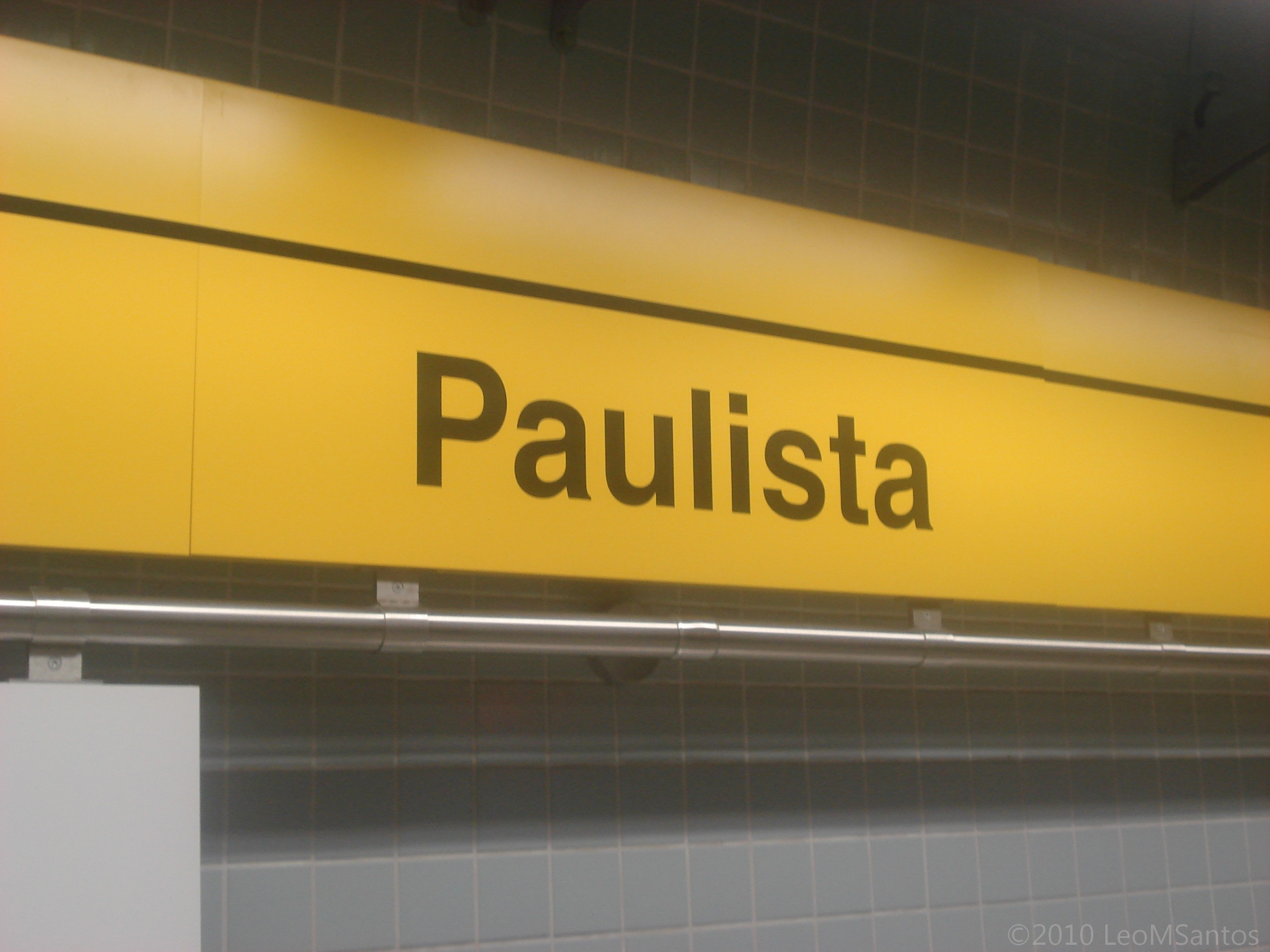
Cartel de identificación.
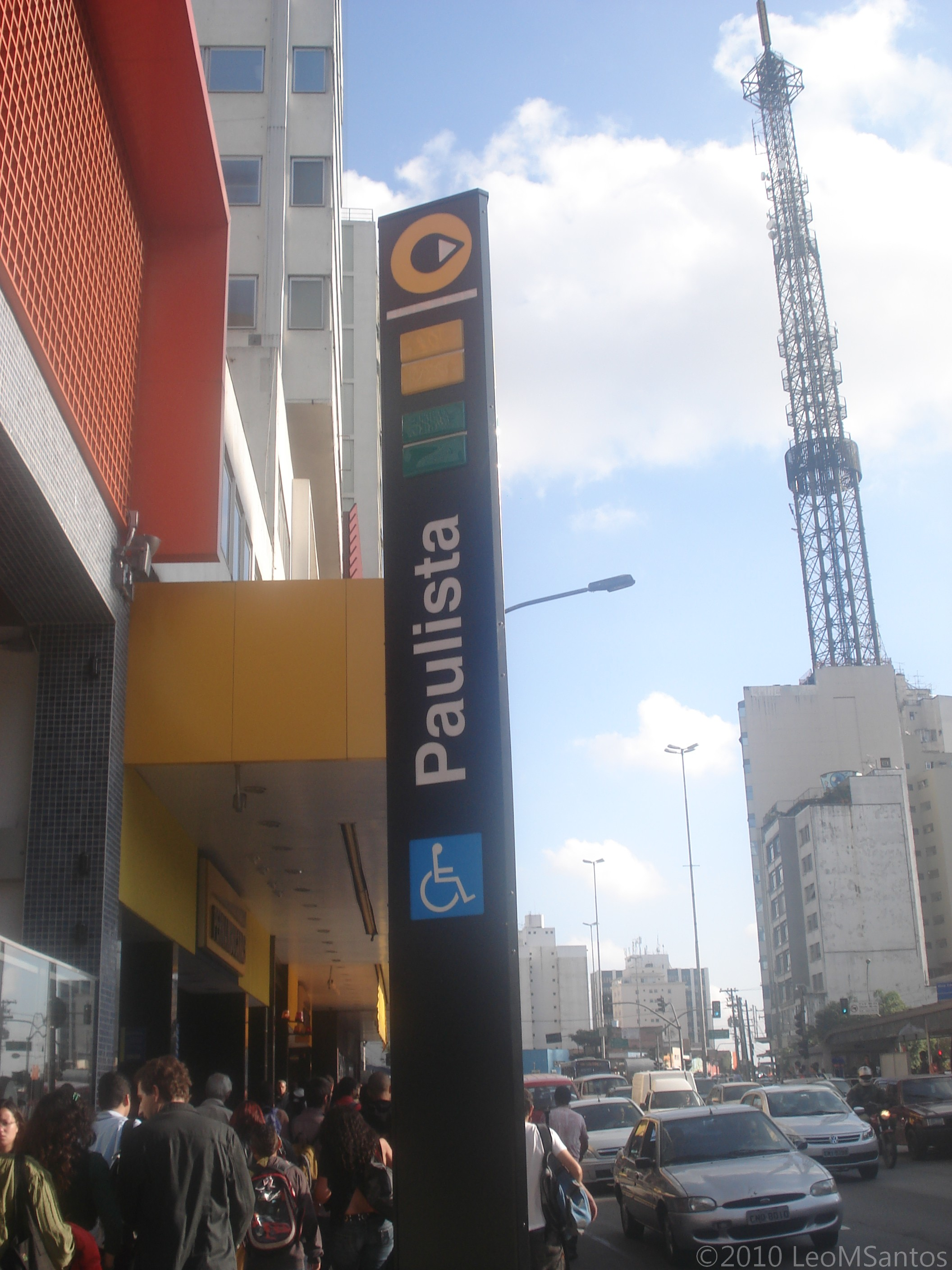
Acceso principal del lado impar de la Rua da Consolação.
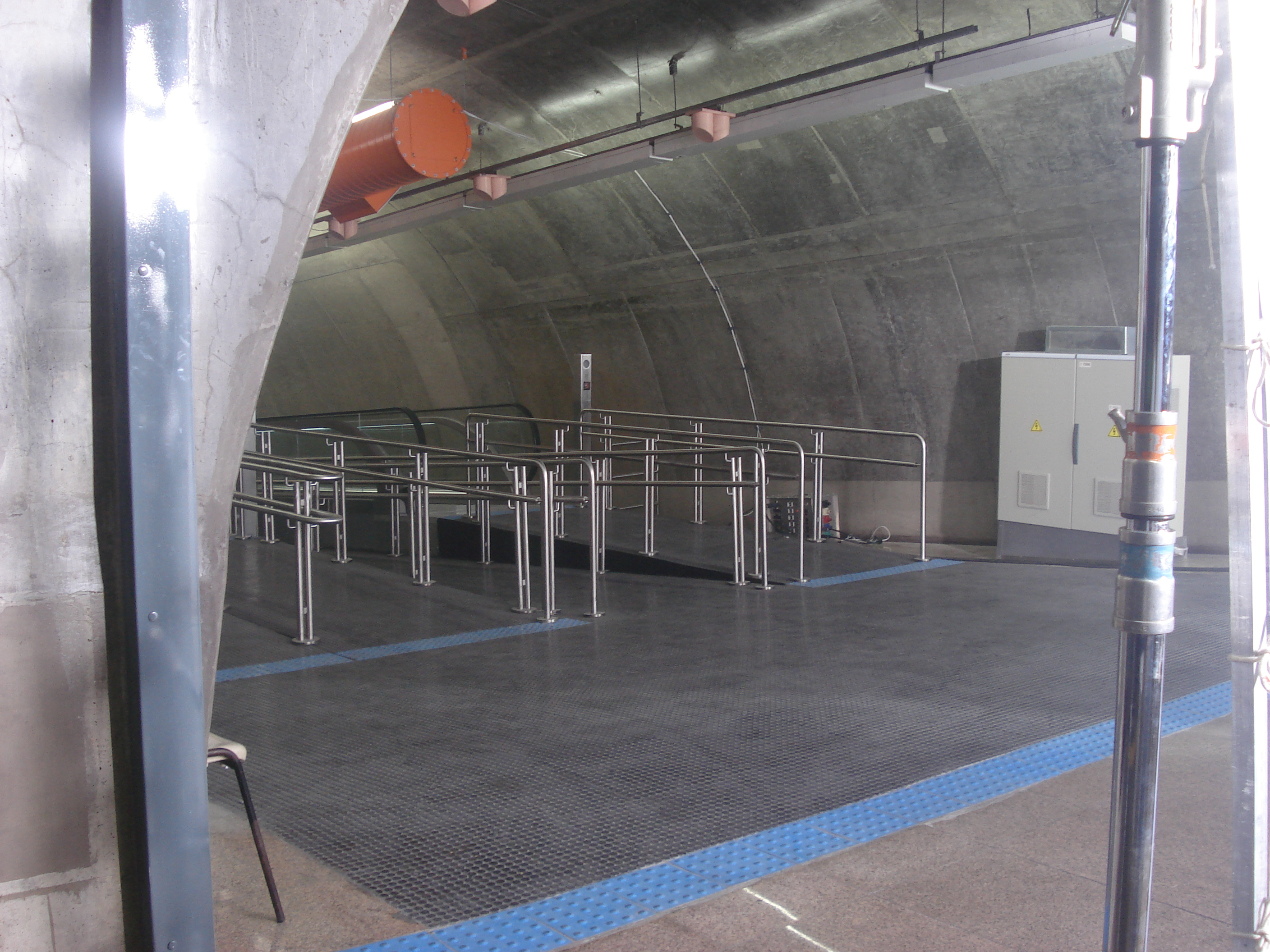
Acceso a partir de la Estación Consolação de la Línea 2-Verde.
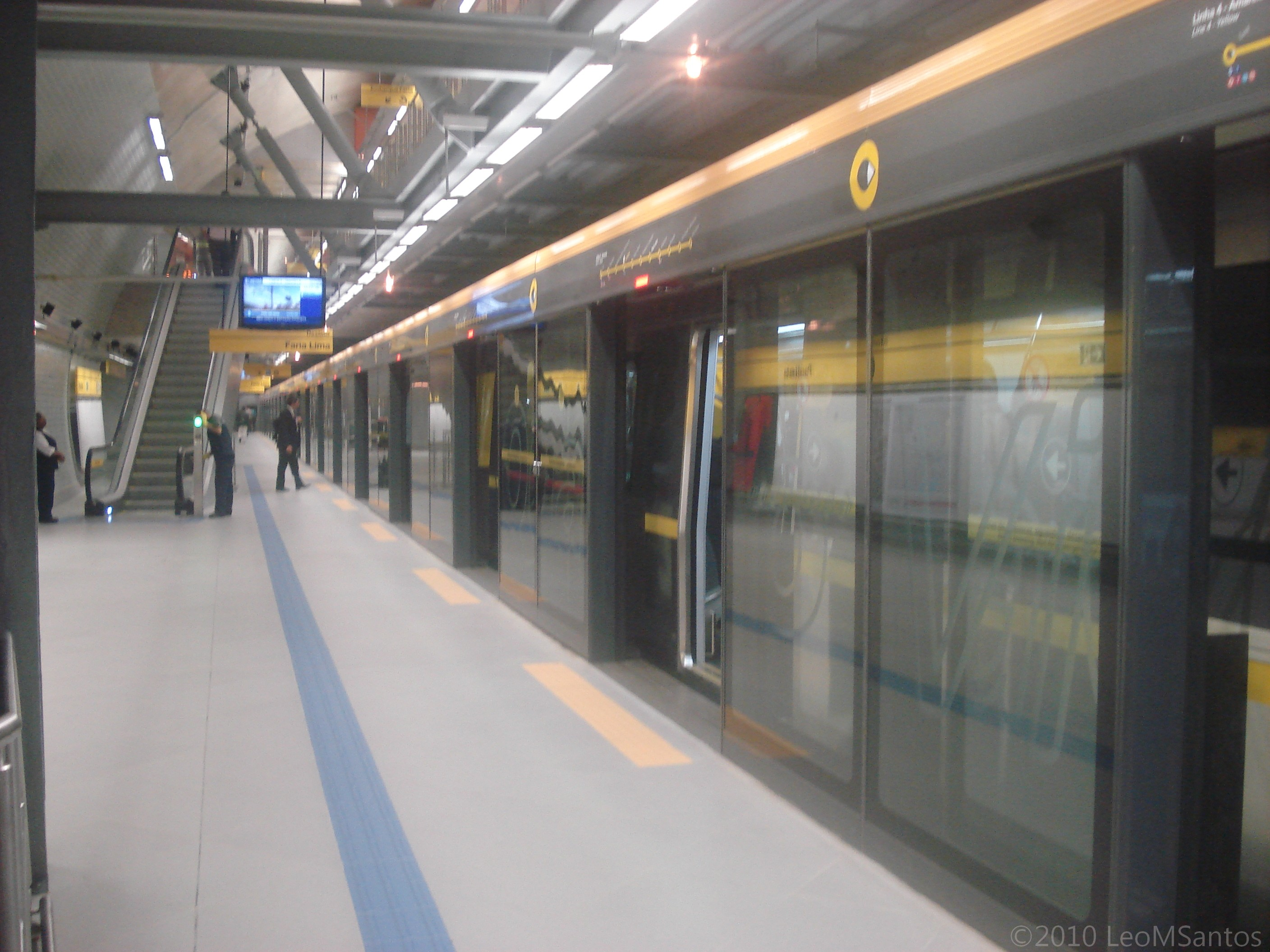
Plataforma de la estación.